# 地中海
地中海（ちちゅうかい、ラテン語: Mare Mediterraneum）は、北と東をユーラシア大陸、南をアフリカ大陸（両者で世界島）に囲まれた地中海盆地に位置する海である。面積は約250万平方キロメートル、平均水深は約1500メートル。海洋学上の地中海の一つ。
地中海には独立した呼称を持ついくつかの海域が含まれる（エーゲ海、アドリア海など）。地中海と接続する他の海としては、ジブラルタル海峡の西側に大西洋が、ダーダネルス海峡を経た北東にマルマラ海と黒海があり、南東はスエズ運河で紅海と結ばれている（「海域」「地理」で詳述）。
北岸の南ヨーロッパ、東岸の中近東、南岸の北アフリカは古代から往来が盛んで、「地中海世界」と総称されることもある。

## 名称
地中海を指す Mediterranean という語は、「大地の真ん中」を意味するラテン語の mediterraneus メディテッラーネウス（medius 「真ん中」 + terra 「土、大地」）に由来する。またギリシア語では、これと全く同じ造語法でもって、mesogeios（μεσογειος）と呼んでいた。
歴史的には、他にも各国語で様々に呼ばれてきたことが古文書などを通じて明らかになっている。たとえば古代ローマ時代のラテン語では mare nostrum と呼ばれたが、これは「我らが海」という意味であった。聖書には「偉大なる海」あるいは「西の海」として登場している。近代のヘブライ語では、"ha-Yam ha-Tichon"（הים התיכון、"the middle sea"） と呼ばれ、その語義はドイツ語 Mittelmeer と変わるところがない。トルコ語では Akdeniz と言い、これは「黒海」 Karadeniz に対する「白海」という意味である。アラビア語では Al-Baḥr Al-'Abiaḍ Al-Muttawasit（البحر الأبيض المتوسط）と呼んで、「中央の白い海」という意味合いになっている。
近年の英語では、"The Med" という短縮語が、地中海とそれを取り巻く周辺地域を日常の会話で語る場合の共通の語として用いられている。

## 地理

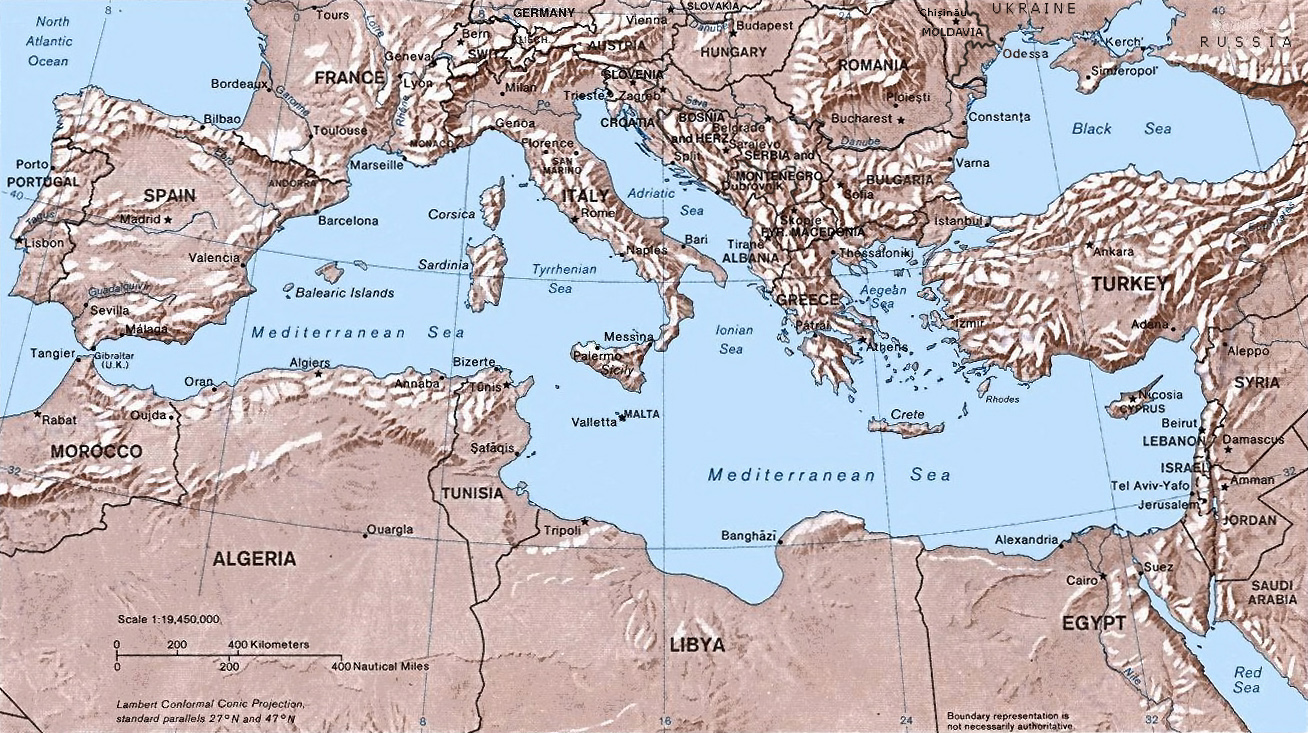
地中海の地図

正確には、西をジブラルタル海峡で大西洋と接し、東はダーダネルス海峡とボスポラス海峡を挟んでマルマラ海と黒海につながる海をいう。マルマラ海を地中海に含めることもあるが、黒海を含めることはしない。19世紀に掘削されたスエズ運河の開通以降は紅海を経由してインド洋につながる。
内海であるため、比較的波が穏やかである。また沿岸は複雑な海岸線に富んでいるため良港に恵まれ、3つの大陸（ヨーロッパ、アジア、アフリカ）を往来することができる。こうした条件から、地中海は古代から海上貿易が盛んで、古代ギリシア文明、ローマ帝国などの揺籃となった。21世紀初頭の現在も世界の海上交通の要衝の一つである。
地中海の沿岸は夏に乾燥、冬に湿潤となり、地中海性気候と呼ばれる。この気候のため、オリーブ等の樹木性作物の栽培が盛んであるほか、夏のまばゆい太陽や冬季の温和な気候を求めて太陽に恵まれない地域から多くの観光客が訪れる。
下記のように巨大なプレートの衝突によって形成された海であるため、火山が点在し、ヴェスヴィオ山やエトナ山、サントリーニ島など現代に至るまで活発に活動を続ける火山も多い。地震も頻発する。

## 海況

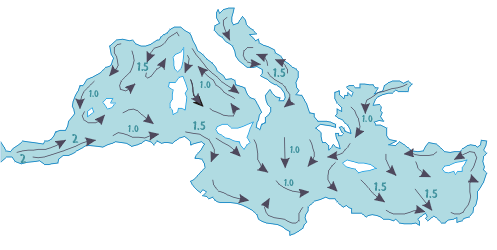
6月の地中海表面海流

内海であり、西端のジブラルタル海峡のみ でしか外海と接続のないことは、地中海の海水循環に大きな影響を与えている。ジブラルタル海峡は狭く浅いため、北大西洋海流のような外洋の大きな海流の直接の流入はない。大西洋からの海水の流入と、ナイル川などの地中海に流入する河川の水量をあわせても海面からの蒸発量が大幅に上回るため、塩分濃度が高く、潮位が低くなっている。
蒸発量は気温が高く乾燥の度合いの強い地中海東部においてより激しく、そのため東部では水面が低く塩分濃度も高い。こうして低くなった東部には大西洋から西部を通じて低塩分の海水が流れ込み、東の高塩分水はそれによって西へと押し出され、ジブラルタル海峡より大西洋へと戻る。このため、地中海の表層の海流は軽い低塩分水が東へと流れ、深層海流は重い高塩分水が西へと向かっている。地中海から流れ出た高塩分水は大西洋で数千kmも特徴を保ち続ける。
しかし全般的に言って、地中海の潮流は非常に弱い。閉鎖性水域であり、海水の循環が不十分であるうえに、沿岸人口は3億6000万人を超える世界でも開発の進んだ地域の一つであることによって、地中海の水質悪化が懸念されている。

## 形成
約2億年前ないし約1億8000万年前、パンゲア大陸が南のゴンドワナ大陸と北のローラシア大陸へと分裂し始め,
テチス海が誕生した。テチス海は現在の地中海の原型にあたり、古地中海とも呼ばれる。テチス海は、地殻変動が繰り返され現在のユーラシア大陸やアフリカ大陸が形成されていく中で、カスピ海や黒海を切り離す形で縮小してきた。
中新世末期のメッシーナ期（7.246±0.005百万年前 - 5.332±0.005百万年前）には一時的に大西洋との間で断絶が起き、596万年前から533万年前にかけてメッシニアン塩分危機が起こり、テチス海は塩湖化しながら縮小もしくは完全に干上がった時期が確認されている。
533万年前、再び大西洋とジブラルタル海峡で繋がると、200年以上かけて海水が流れ込むザンクリアン洪水によって、地中海が形成された。塩湖からの影響で地中海は現在も大西洋より塩分濃度が高くなっている。

## 気候
地中海沿岸の多くは、夏は南方のサハラ砂漠方面から北上してくる高気圧によって乾燥し、晴天に恵まれる。一方、冬は北方から南下してくる低気圧によって雨が降り、湿潤な気候となる。この特徴的な気候はスペインからイタリア半島、ギリシャ、アナトリア半島（トルコ共和国）、マグリブ諸国のアトラス山脈以北などに分布し、ケッペンの気候区分においても地中海性気候（Cs）と呼ばれる独立した一区分となっている。一方、地中海でも緯度の低いリビアやエジプト沿岸においては、ハドレー循環による北緯20度から30度にかけての亜熱帯高圧帯の直下に位置し、高気圧に一年中覆われる。このため、ナフサ山地によって海風が山にぶつかるトリポリタニア北部と、同じくアフダル山地にぶつかるキレナイカ北部を除き、砂漠地帯が広がっている。
また、前述した高気圧と低気圧の移動に伴い、地中海は多数の局地風があることで知られる。夏に南から吹く風としては、イタリアのシロッコ、リビアのギブリなどがある。ギブリは乾燥しているが、シロッコは地中海を越えてくるために蒸し暑い風となる。冬は逆に、北から強風が吹くようになる。アドリア海のボーラ、フランスのミストラルなど、寒く乾燥した風が多い。

### 地中海の水温
|                  | Jan | Feb | Mar | Apr | May | Jun | Jul | Aug | Sep | Oct | Nov | Dec | Year |
| ---------------- | --- | --- | --- | --- | --- | --- | --- | --- | --- | --- | --- | --- | ---- |
| マルセイユ       | 13  | 13  | 13  | 14  | 16  | 18  | 21  | 22  | 21  | 18  | 16  | 14  | 16.6 |
| ジブラルタル     | 16  | 15  | 16  | 16  | 17  | 20  | 22  | 22  | 22  | 20  | 18  | 17  | 18.4 |
| マラガ           | 16  | 15  | 15  | 16  | 17  | 20  | 22  | 23  | 22  | 20  | 18  | 16  | 18.3 |
| アテネ           | 16  | 15  | 15  | 16  | 18  | 21  | 24  | 24  | 24  | 21  | 19  | 18  | 19.3 |
| バルセロナ       | 13  | 13  | 13  | 14  | 17  | 20  | 23  | 25  | 23  | 20  | 17  | 15  | 17.8 |
| イラクリオン     | 16  | 15  | 15  | 16  | 19  | 22  | 24  | 25  | 24  | 22  | 20  | 18  | 19.7 |
| ヴェネツィア     | 11  | 10  | 11  | 13  | 18  | 22  | 25  | 26  | 23  | 20  | 16  | 14  | 17.4 |
| バレンシア       | 14  | 13  | 14  | 15  | 17  | 21  | 24  | 26  | 24  | 21  | 18  | 15  | 18.5 |
| マルタ           | 16  | 16  | 15  | 16  | 18  | 21  | 24  | 26  | 25  | 23  | 21  | 18  | 19.9 |
| アレキサンドリア | 18  | 17  | 17  | 18  | 20  | 23  | 25  | 26  | 26  | 25  | 22  | 20  | 21.4 |
| ナポリ           | 15  | 14  | 14  | 15  | 18  | 22  | 25  | 27  | 25  | 22  | 19  | 16  | 19.3 |
| ラルナカ         | 18  | 17  | 17  | 18  | 20  | 24  | 26  | 27  | 27  | 25  | 22  | 19  | 21.7 |
| リマッソル       | 18  | 17  | 17  | 18  | 20  | 24  | 26  | 27  | 27  | 25  | 22  | 19  | 21.7 |
| アンタルヤ       | 17  | 17  | 17  | 18  | 21  | 24  | 27  | 28  | 27  | 25  | 22  | 19  | 21.8 |
| テルアビブ       | 18  | 17  | 17  | 18  | 21  | 24  | 26  | 28  | 27  | 26  | 23  | 20  | 22.1 |

## 人類史

### 古代
地中海沿岸は古くより多くの民族が栄えてきた。最初に文明が栄えたのは東地中海で、古代エジプト文明をはじめ、アナトリアのヒッタイトやクレタ島のミノア文明、古代ギリシアのミケーネ文明などが盛んに交易を行っていた。中でもミノア文明は地中海のただなかにあり、沿岸の各文明と盛んに交易していた。しかし、紀元前1200年頃、前1200年のカタストロフと呼ばれる大変動がこの地域を襲い、海の民と呼ばれる人々の襲撃によってヒッタイト、ミノア、ミケーネは崩壊。エジプトも大きく力を落とした。

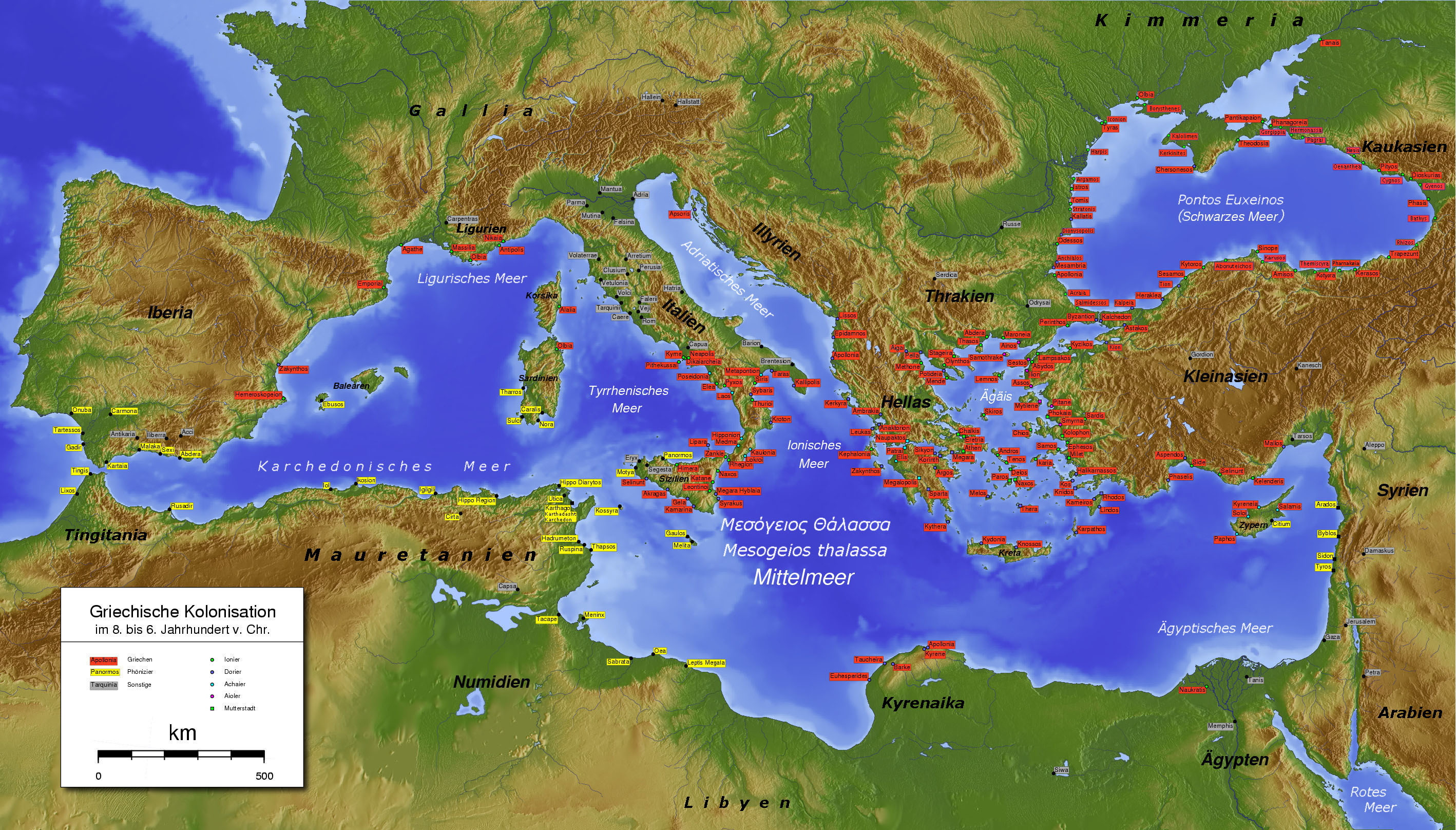
黄がフェニキア人の都市、赤がギリシア人の都市、灰はその他。

やがて、紀元前12世紀頃から、地中海東端、現在のレバノン付近に居住していたフェニキア人が地中海交易を開始する。ついで古代ギリシア諸都市も沿岸交易を開始し、地中海沿岸にはフェニキアとギリシアの多くの植民都市が建設されていった。イスタンブール（ビザンチウム）、ナポリ（ネアポリス）、マルセイユ（マッサリア）、パレルモ、メッシーナ、シラクサなど、この植民都市に起源を持つ都市は現在でも多く残っている。この時期から、地中海においてはガレー船が多用されるようになった。地中海では風向きが安定しないため純帆船の使用は遅れ、17世紀に技術進歩によって帆船にとってかわられるまではガレー船が地中海の船舶の主流となっていた。
紀元前8世紀にフェニキアが政治的独立を失ったものの、植民都市の一つカルタゴが強大化し、地中海西部に覇を唱えるようになった。一方、地中海中央部では共和政ローマが強大化し、3度にわたるポエニ戦争によってカルタゴを滅亡させた。ローマはさらにギリシア諸都市や沿岸諸国を次々と占領していき、最終的に紀元前30年にプトレマイオス朝エジプトを併合して、地中海はローマ帝国の内海となり、「我らが海」（Mare Nostrum）と呼ばれるようになった。ローマの外港であるオスティアは拡大整備され、地中海沿岸各地に広がる属州から、ローマを支える大量の穀物や各種商品が運び込まれた。地中海全域が統一政府の下に置かれたことで海運は活発化し、地中海全域が一つの経済圏となった。

### 中世
ローマ帝国の東西分裂と西ローマ帝国の崩壊は地中海にも混乱をもたらし、ゲルマン民族の大移動によってやって来たゲルマン人が地中海を渡り、西ゴート王国やヴァンダル王国を建国した。一時的に東ローマ帝国がユスティニアヌス1世の下でイタリア半島や北アフリカを回復したものの、7世紀に入るとイスラム帝国が地中海地域に進攻を開始し、8世紀には地中海南岸および東岸を領域化した。これに対し地中海北岸はフランク王国の主導の下でキリスト教圏に留まり、これによって地中海世界は異なる二つの文明体系に分裂することとなった。キリスト教圏においてもこの頃、東ローマ帝国のギリシア正教圏と、ローマ教皇およびフランク王国のローマ・カトリック圏とに大きく分かれ、異なった文明となっていった。
イスラム帝国の侵攻とフランク王国経済の重心が北部に移動したことにより、一時衰退した地中海交易は、9世紀に入ると、アマルフィ、ピサ、ジェノヴァ、ヴェネツィアといったイタリア半島の諸都市が地中海交易に乗り出し、交易が再び盛んとなった。やがて徐々に力を蓄えたヨーロッパ諸国は東方への進出を試み、1095年に始まる第一次十字軍によってエルサレムを中心に地中海東岸にいくつかの十字軍国家が建設された。この後、7度を数える十字軍が起こされたが、十字軍諸国家は12世紀末以降徐々に衰退し、1187年にはアイユーブ朝を興したサラーフッディーンによってエルサレムがイスラム側に再占領された。これにより再び十字軍が組織されたが、第三回十字軍はエルサレム奪回に失敗。第四回十字軍はイスラムではなく東ローマ帝国に矛先を向け、1204年に東ローマの首都コンスタンティノープルが陥落して東ローマ帝国が一時滅亡し、ラテン帝国が建国された。第一回十字軍は陸路を取ったものの、第二回十字軍以降は海路での侵攻が主流となった。この軍輸送はイタリア半島の交易都市群によって負担され、この頃までにはこの大軍を輸送するだけの輸送力をこれらの諸都市が持っていたことをあらわしている。この十字軍は一面で地中海の移動の活発化をもたらし、これ以降交易や文化交流は一層盛んとなった。ジェノヴァやヴェネツィア、アドリア海対岸のドゥブロヴニク（ラグーザ共和国）などが大貿易都市として栄え、この交易によって蓄えられた富や知識を基に、やがてイタリア半島においてルネサンスが始まることとなった。
一方、西地中海沿岸においてはアラゴン王国が13世紀以降、サルデーニャやコルシカ、シチリア王国、ナポリ王国を領有し、アラゴン連合王国として西地中海の制海権を握っていた。この制海権は、1479年にアラゴン王国とカスティーリャ王国が合同して成立したスペイン王国へと引き継がれることとなった。

### 近世

レパントの戦い

15世紀には、オスマン帝国がアナトリア半島から勢力を広げ、1453年には東ローマ帝国の首都コンスタンティノープルを攻略した。これにより、ボスポラス海峡を通って黒海方面に貿易帝国を築き上げていたジェノヴァ共和国は大打撃を受け、活動を西地中海へと移していくことになった。一方、エジプトやシリアはいまだオスマン領ではなかったため、この地域を交易の基盤とするヴェネツィア共和国は東地中海の支配権を握り続けた。しかしオスマン帝国の膨張は止まらず、1517年にはエジプトのマムルーク朝がオスマンに征服され、オスマン帝国は地中海東方および南方を手中に収め、それまで地中海の制海権を握っていたヴェネツィア共和国やスペインと激しく対立した。1538年のプレヴェザの海戦によってオスマンは全地中海の制海権を握ったものの、1571年のレパントの海戦によって歯止めがかけられ、西地中海の制海権はやがてスペインが奪回した。
一方、アメリカ大陸の発見により、ヨーロッパの交易中心は地中海から大西洋および北海へと移り、地中海の交易は相対的に地位が低下した。また、15世紀以降、マグリブ諸国からの海賊がキリスト教諸国の脅威となり、バルバリア海賊と呼ばれて19世紀初頭まで猛威を振るった。1783年に独立したアメリカ合衆国も、1801年の第一次バーバリ戦争と1815年の第二次バーバリ戦争の2度にわたってバルバリア海賊と戦火を交えている。
スペイン継承戦争の結果、1713年のユトレヒト条約においてイギリスはジブラルタルとミノルカ島を獲得する。ミノルカ島はその後、アメリカ独立戦争中の1782年、メノルカ島侵攻によってスペインが奪還するが、ジブラルタルは現在までイギリスの重要な軍事基地となっている。
1798年には、フランス共和国のナポレオン・ボナパルトが海路エジプト遠征を行い、イギリスの地中海と紅海・インド洋との連絡を断ち切ろうとした。しかし海軍力に勝るイギリスはホレーショ・ネルソン指揮下でナイルの戦いにおいて勝利を収め、地中海の制海権を確立する。補給を絶たれたフランス軍は1801年に降伏した。以後もナポレオン戦争中、イギリスはマルタ島やイオニア諸島を占領し、地中海における重要拠点とした。特にマルタ島には地中海艦隊の本部が置かれ、イギリスの地中海制海権を担っていた。

### 近代
19世紀に入ると、オスマン帝国の衰退に乗じ、北岸のヨーロッパ諸国が対岸の北アフリカを植民地化していった。1830年にはフランスがアルジェリア侵略を行い、これによりバルバリア海賊が完全に消滅するとともに、以後1962年までフランスがアルジェリアを支配した。
1820年頃から、一時は完全に喜望峰回りに移っていた東西交易のメインルートが、再び地中海経由に戻る兆しを見せ始めた。イギリス東インド会社の非効率と、外洋へ進出し始めた蒸気船の進歩が、距離の短い地中海ルートの復権を促したのである。1820年代には英領インドからイギリスまでの定期蒸気船航路の開設が叫ばれるようになるが、このルートには、カルカッタ財界の推す喜望峰ルートと、ボンベイ財界の推すスエズルートの二つのルートが存在した。喜望峰ルートは一時定期船を就航させたものの、燃料である石炭の補給基地の開設に失敗。結局、1835年にイギリス政府はボンベイからスエズへ蒸気船航路を開設し、スエズからアレキサンドリアまで陸送した後、アレキサンドリアから地中海を西へ向かい、マルタ島を経由してジブラルタルで英国本土行きの帆船に載せ替える郵便ルートを正式に採択する。これにより、地中海は再び東西を最速で結ぶ経路となった。

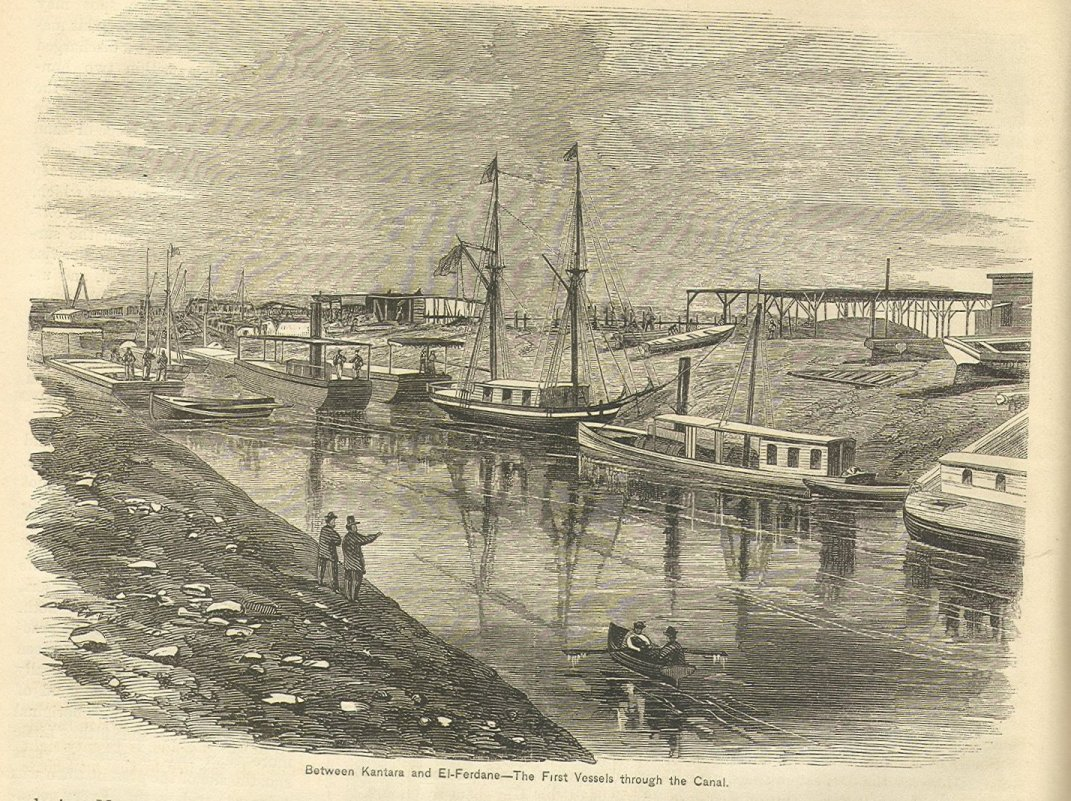
19世紀、スエズ運河開通直後の風景

この頃、東西海運のネックとなっているスエズ地峡に運河を開削する案が浮上する。この案は歴史上何度も現れては消えた案であったが、産業革命の進展により実際に運河を建設する条件が整ったからである。イギリスはこの案に消極的であったが、フランスがこの案を積極的に進め、フェルディナン・ド・レセップスによって設立されたスエズ運河会社によってスエズ運河は1855年着工し、1869年に開通した。これにより、地中海と紅海が一本の水路でつながり、地中海を経由する東西直航ルートが可能になった。
スエズ運河開通で、地中海は完全に東西交易のメインルートへと復帰した。地中海沿岸、特に北岸は産業革命の進んだ先進地域が多く、またアフリカ大陸を迂回する喜望峰回りルートに比べ、時間・距離・コストともに圧倒的に有利だったからである。蒸気船の就航により地中海内一般航路の時間も短縮され、本数も増加して、多数の航路が地中海内に開設されるようになった。この時期、とくに19世紀に入って以降、従来の地中海沿岸諸国に加え、地中海への入り口を確保したオーストリア帝国（のちにオーストリア・ハンガリー帝国）が、アドリア海の湾奥にあるトリエステ港を整備し、ここを拠点として地中海進出を進めていた。

### 現代
第一次世界大戦では、地中海は重要なシーレーンと戦場になった。地中海沿岸に領土や権益を持つ諸国が、英仏伊の連合国と、オーストリア・ハンガリー帝国とオスマン帝国、ドイツ帝国の中央同盟国に分かれたためである。特にアドリア海はイタリア海軍とオーストリア＝ハンガリー帝国海軍の間で、オトラント海峡海戦などいくつかの海戦が起こった。英仏は地中海を経由してオスマン帝国本土へ遠征（ガリポリの戦い）。連合国側で参戦した日本も第二特務艦隊を地中海へ派遣した。
第一次世界大戦後、オーストリア・ハンガリー帝国は崩壊。アドリア海沿岸の旧領は、イタリアとセルビア王国の後継であるユーゴスラビア王国が獲得した。
第二次世界大戦においては、地中海は第一次世界大戦よりさらに大規模な戦いの舞台となった。イタリアとナチス・ドイツを主力とする枢軸国と、イギリスなど連合国の間に地中海の戦いと総称される多数の戦闘が起きた。イギリスはマルタ島を基地として枢軸軍の補給を脅かし続けた。
第二次世界大戦終結後、1956年のスエズ動乱によってイギリスはスエズ運河の支配権を完全に喪失し、ガマール・アブドゥル＝ナーセル率いるエジプト政府がスエズ運河を国有化した。しかし1967年、第三次中東戦争が勃発し、大勝したイスラエルはシナイ半島を占領下に置き、スエズ運河東岸を支配した。これによりスエズ運河は通行不能状態となり、地中海を経由する東西交易は一時完全にストップし、古い喜望峰回りのルートへの移行を余儀なくされた。この状態は1973年10月の第四次中東戦争まで続いたが、この戦争後両国は歩み寄りを見せ、1975年に運河通航は再開されて、これにより地中海経由の東西貿易も再び復活した。
地中海は欧州他地域と同様に北大西洋条約機構（NATO）とソビエト連邦などとの東西冷戦の舞台ともなり、沿岸に領土を持たないアメリカが第6艦隊を展開するようになった。

## 政治

2008年7月に発足した地中海連合の参加国
EU加盟国
EU非加盟国
斜線はオブザーバ国

1995年、バルセロナで開かれた欧州・地中海会議において、欧州と非欧州の地中海沿岸諸国（マシュリクとマグリブ）との政治・経済・文化面での交流を深めるべく、欧州・地中海パートナーシップ（バルセロナ・プロセス）が発足した。この取り組みは一定の成果を上げ、この取り組みを下敷きとして2007年、フランス大統領のニコラ・サルコジが地中海連合を提唱し、2008年に欧州連合（EU）および地中海沿岸諸国の共同体として発足した。
2000年代より、政治・経済的混乱が続くブラックアフリカやアラブ諸国から、難民が船を仕立てて地中海を渡り、北岸のEU諸国へと上陸する事例が多発し、問題となっている。特にアフリカ大陸に近いイタリア領のランペドゥーザ島などが主な目標となっている。ランペドゥーザ島には2000年代初頭以降ランペドゥーザ難民収容センターが設けられ、難民を収容しているが、押し寄せる多数の難民によって収容センターは人員を大幅に超過する状態が続いている。これらの難民船は老朽化したものが多く、海難事故も多発している。2013年10月3日には、リビアからイタリアへ向かう難民船が2013年ランペドゥーザ島難民船沈没事故を起こし、360人以上が死亡した。2014年9月10日には、マルタ沖で難民と密入国業者の間のトラブルから業者が故意に船を沈め、難民500人以上が死亡する事故が起こった。

## 経済
地中海は世界で最も海上交通の盛んな地域の一つである。古代から船と港を自然の脅威から守り貿易を支えてきた。沿岸の諸都市間を結ぶ近距離航路、ジブラルタル海峡やスエズ運河、ミディ運河を通り東西を結ぶ貿易航路によって常に混雑している。
近代からは海底ケーブルが多く敷かれ、戦後はスーパーグリッドが一帯を電化させた。そこへスマートグリッドを応用したスーパースマートグリッドが今は世界的な開発市場となっている。
また、地中海沿岸は特に夏に快晴に恵まれ、冬の寒さもそれほど厳しくないため、夏は海水浴、冬は避寒を目的に、陽光の少ない北ヨーロッパ諸国を中心とした世界各国から観光客の集まる大リゾート地が数多く存在する。こうしたリゾート開発は18世紀後半に王侯貴族のものとして始まったが、鉄道や蒸気船の開発によって交通の便が著しく向上した19世紀には富裕層全般に拡大。1970年代に入ると西欧諸国の労働条件の改善やバカンス制度の導入により、一般市民にも手の届くものとなり、一大産業となった。
地中海は観光地やリゾート地、大都市などが点在するため、こうした街々を結び、さらに地中海に美しい風景を楽しむためのクルーズ船も多く就航している。地中海クラブと呼ばれる観光企業も存在する。

## 主要な島
- 東部: キプロス、ロドス島、クレタ、ドデカネス諸島
- 中部: シチリア、マルタ、サルデーニャ、コルシカ
- 西部: バレアレス諸島

地中海で面積の広い島の上位10島は、以下のとおりである。
| 旗                                          | 島             | 面積（km2） | 人口      |
| ------------------------------------------- | -------------- | ----------- | --------- |
| イタリアの旗 · シチリアの旗                 | シチリア島     | 25,460      | 5,048,995 |
| イタリアの旗 · サルデーニャの旗             | サルディニア島 | 23,821      | 1,672,804 |
| キプロスの旗 · 北キプロス・トルコ共和国の旗 | キプロス島     | 9,251       | 1,088,503 |
| フランスの旗                                | コルシカ島     | 8,680       | 299,209   |
| ギリシャの旗                                | クレタ島       | 8,336       | 623,666   |
| ギリシャの旗                                | エウボイア島   | 3,655       | 218,000   |
| スペインの旗 · マヨルカ島の旗               | マヨルカ島     | 3,640       | 869,067   |
| ギリシャの旗                                | レスボス島     | 1,632       | 90,643    |
| ギリシャの旗                                | ロドス島       | 1,400       | 117,007   |
| ギリシャの旗                                | キオス島       | 842         | 51,936    |

## 沿岸の国家と主要都市
- ヨーロッパ: （西から順に東へ）スペイン、フランス、モナコ、イタリア、 マルタ（島）、スロベニア、クロアチア、ボスニア・ヘルツェゴビナ、モンテネグロ、アルバニア、ギリシャ、トルコ（東トラキア）
- アジア: （北から順に南へ）トルコ（アナトリア半島）、シリア、キプロス（島）、レバノン、イスラエル、 パレスチナ自治政府（ガザ地区）
- アフリカ: （東から順に西へ）エジプト、リビア、チュニジア、アルジェリア、モロッコ、スペイン（セウタとメリリャ）

他にイギリスの海外領土（イベリア半島のジブラルタル、キプロス島のアクロティリおよびデケリア）が存在する。また、キプロス島北部はトルコのみが承認する北キプロスが実効支配している。
地中海では各国の排他的経済水域（EEZ）が接するが、東地中海においては主張が一致せず対立が発生している。トルコ政府は、アナトリア半島沿岸に点在するギリシャ領の島々周辺や、クレタ島やキプロス島などとの中間線を越えた海域を自国のEEZを主張している。背景としては2009年以降、東地中海でガス田が発見されて開発が始まり、パイプライン敷設による輸送を含めたイスラエル、キプロス、ギリシャによる協力枠組みにトルコと北キプロスが含まれていないことがある。トルコはキプロスが主張するEEZ内で海底探査を行ったり、連携を求めて対岸にあるリビアの内戦に介入したりしている。
地中海に面する人口20万人以上の都市は、以下のとおりである。
| 国           | 都市 |
| ------------ | --- |
| アルバニア   | ドゥラス                                                                                                   |
| アルジェリア | アルジェ、アンナバ、オラン                                                                                 |
| クロアチア   | スプリト、リエカ                                                                                           |
| エジプト     | アレキサンドリア、ポートサイド                                                                             |
| フランス     | マルセイユ、ニース                                                                                         |
| ギリシャ     | アテネ、イラクリオン、パトラス、テッサロニキ                                                               |
| イスラエル   | アシュドッド、ハイファ、テルアビブ                                                                         |
| イタリア     | バーリ、カターニア、ジェノヴァ、メッシーナ、ナポリ、パレルモ、ローマ、ターラント、トリエステ、ヴェネツィア |
| レバノン     | ベイルート、トリポリ                                                                                       |
| リビア       | ベンガジ、ホムス、ミスラタ、トリポリ、ザーウィヤ、ズリテン                                                 |
| モロッコ     | テトゥアン、タンジェ                                                                                       |
| スペイン     | アリカンテ、バダロナ、バルセロナ、カルタヘナ、マラガ、パルマ、バレンシア                                   |
| パレスチナ   | ガザ |
| シリア       | ラタキア                                                                                                   |
| チュニジア   | ビゼルト、スファックス、チュニス                                                                           |
| トルコ       | アンタルヤ、イスケンデルン、イズミール、メルスィン                                                         |

## 海域
国際水路機関は、地中海の下位にあたる海域として以下の8つを定義している。
- ジブラルタル海峡
- アルボラン海
- バレアレス海（イベリア海）
- リグリア海
- ティレニア海
- イオニア海
- アドリア海
- エーゲ海（多島海）

このほか、次のような海域に分けられることがある。
- リオン湾
- メッシナ海峡
- ハイファ湾
- シルテ湾
- シチリア海峡
- コルシカ海峡
- ボニファシオ海峡

## ギャラリー

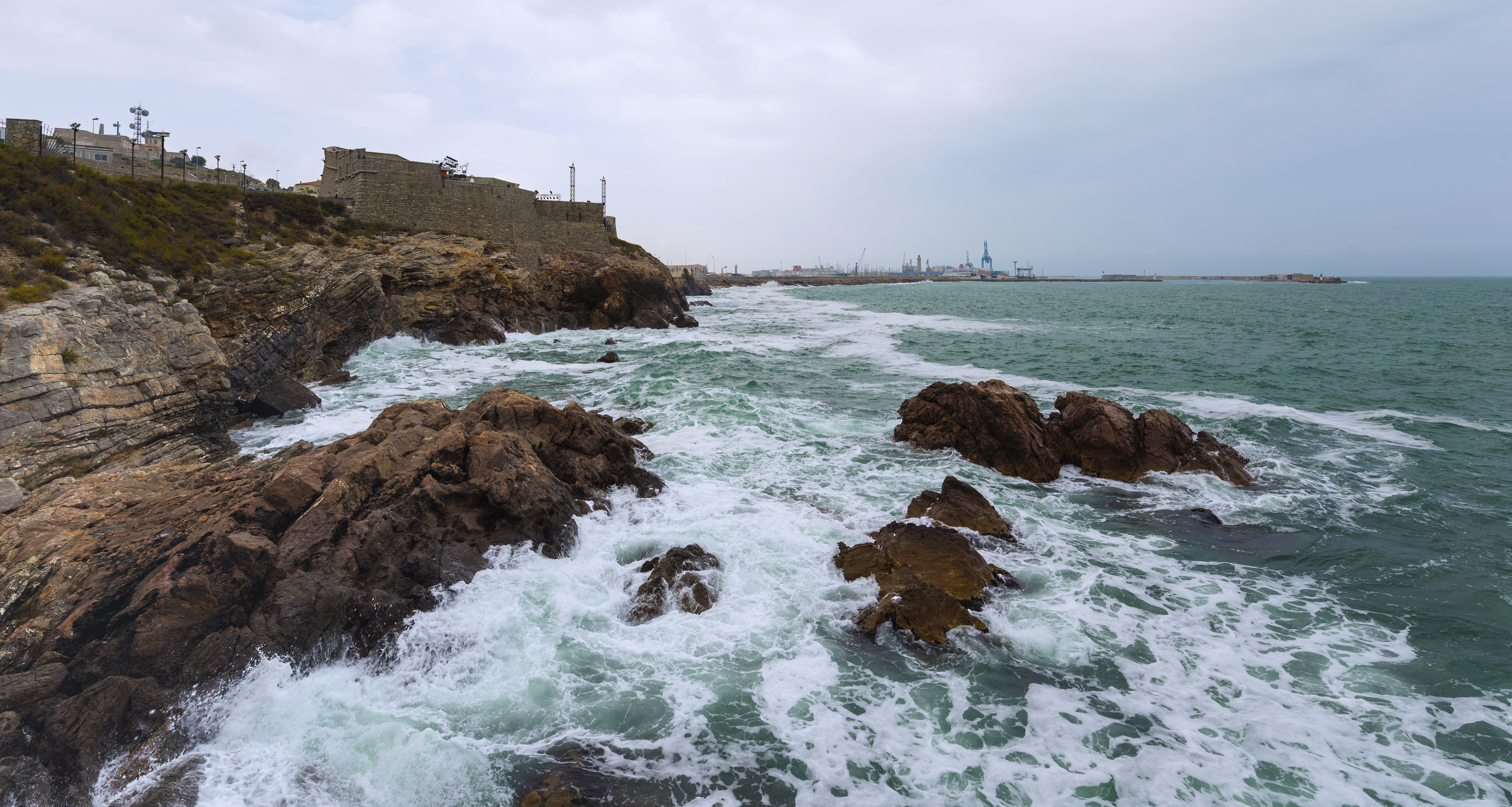
Théâtre de la Mer、セット  フランス
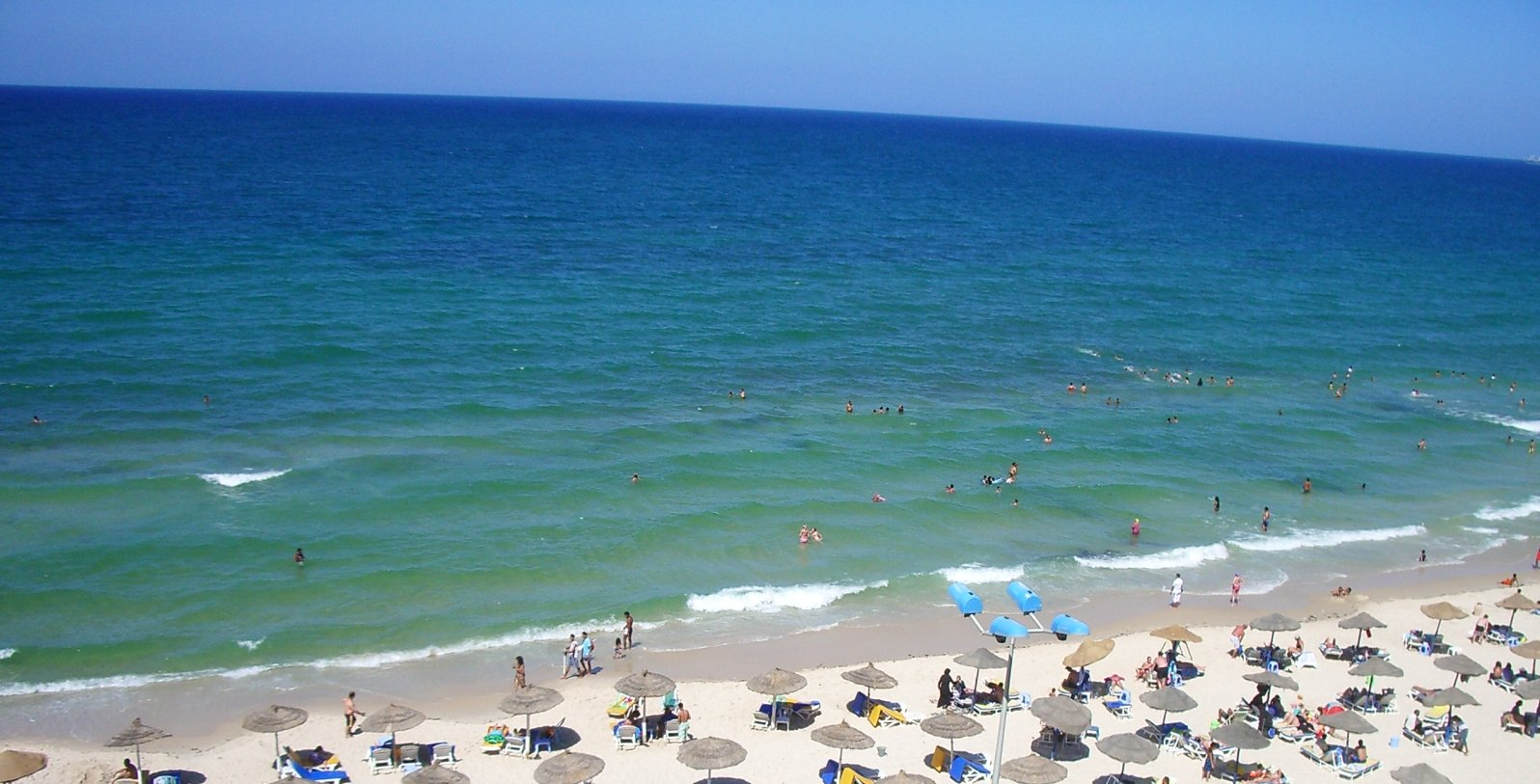
ハンマメットのビーチ チュニジア
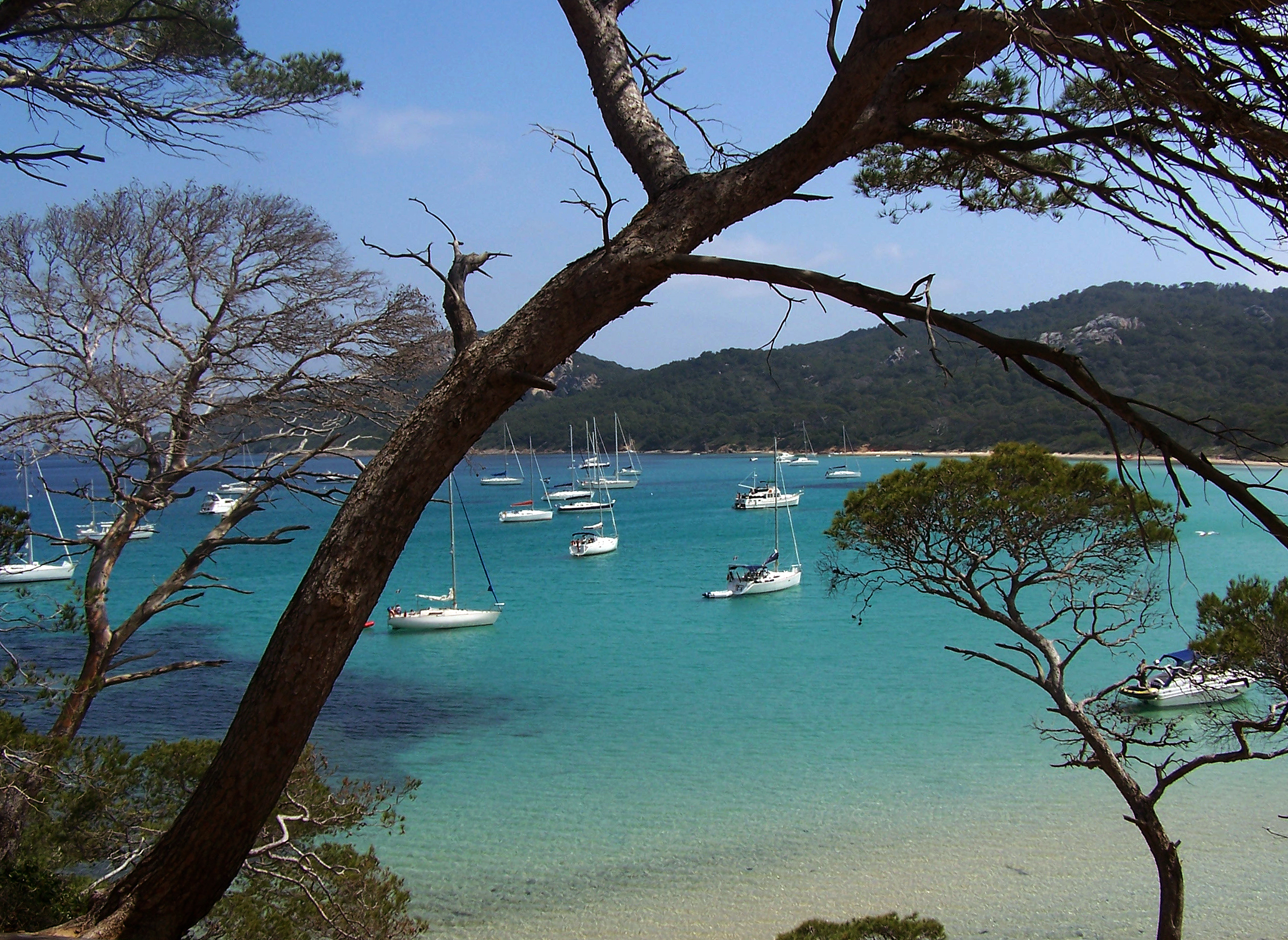
Îles d'Hyèresのla Courtade海岸、 フランス
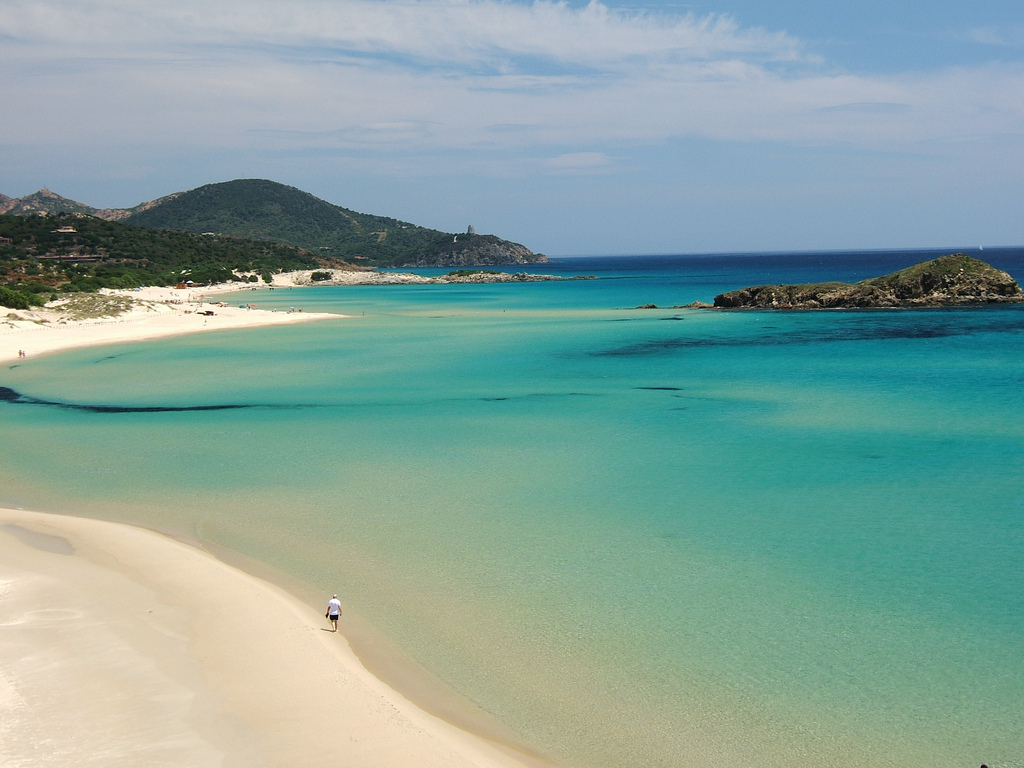
サルディニア島南部の海岸、 イタリア
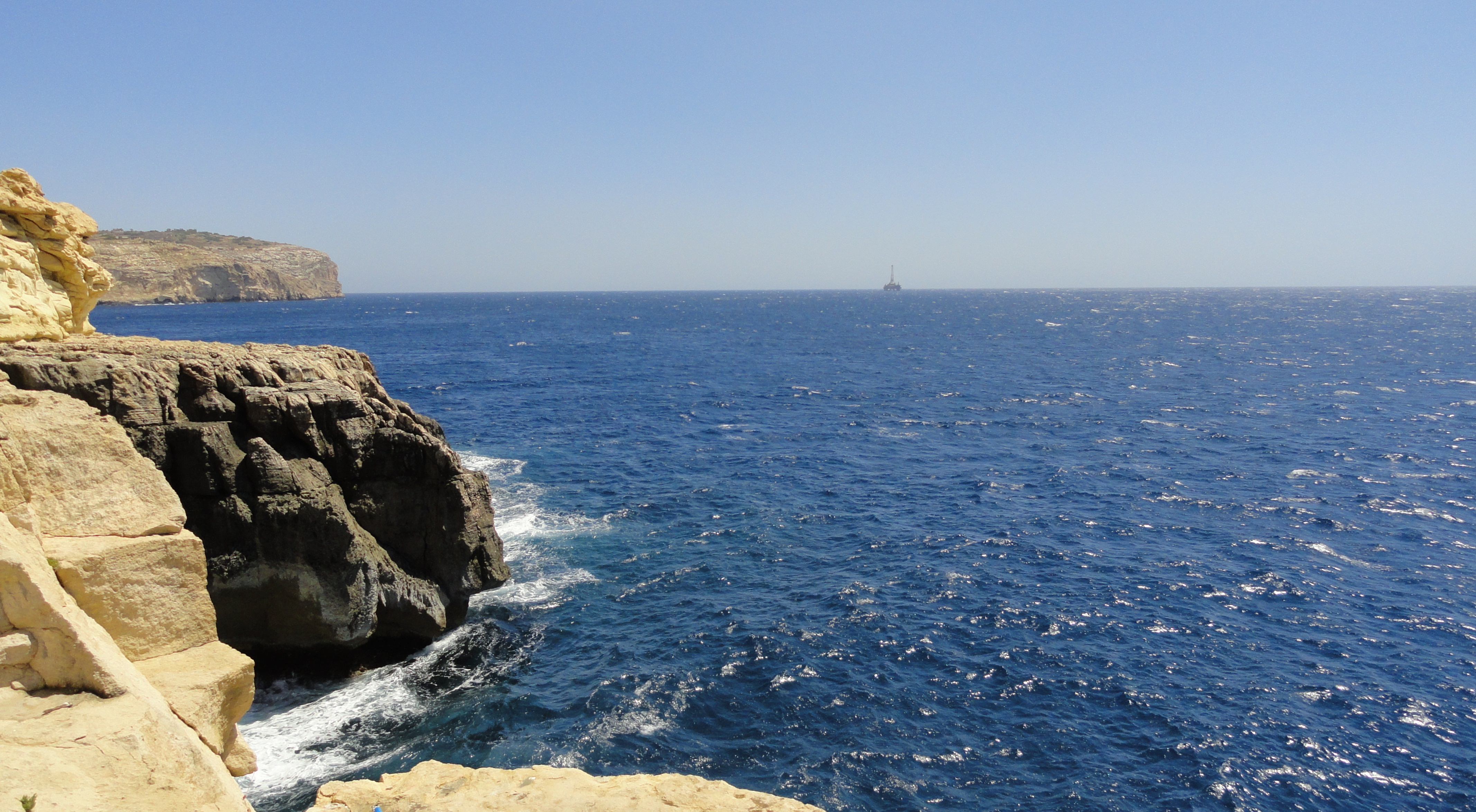
Żurrieqの海岸、 マルタ
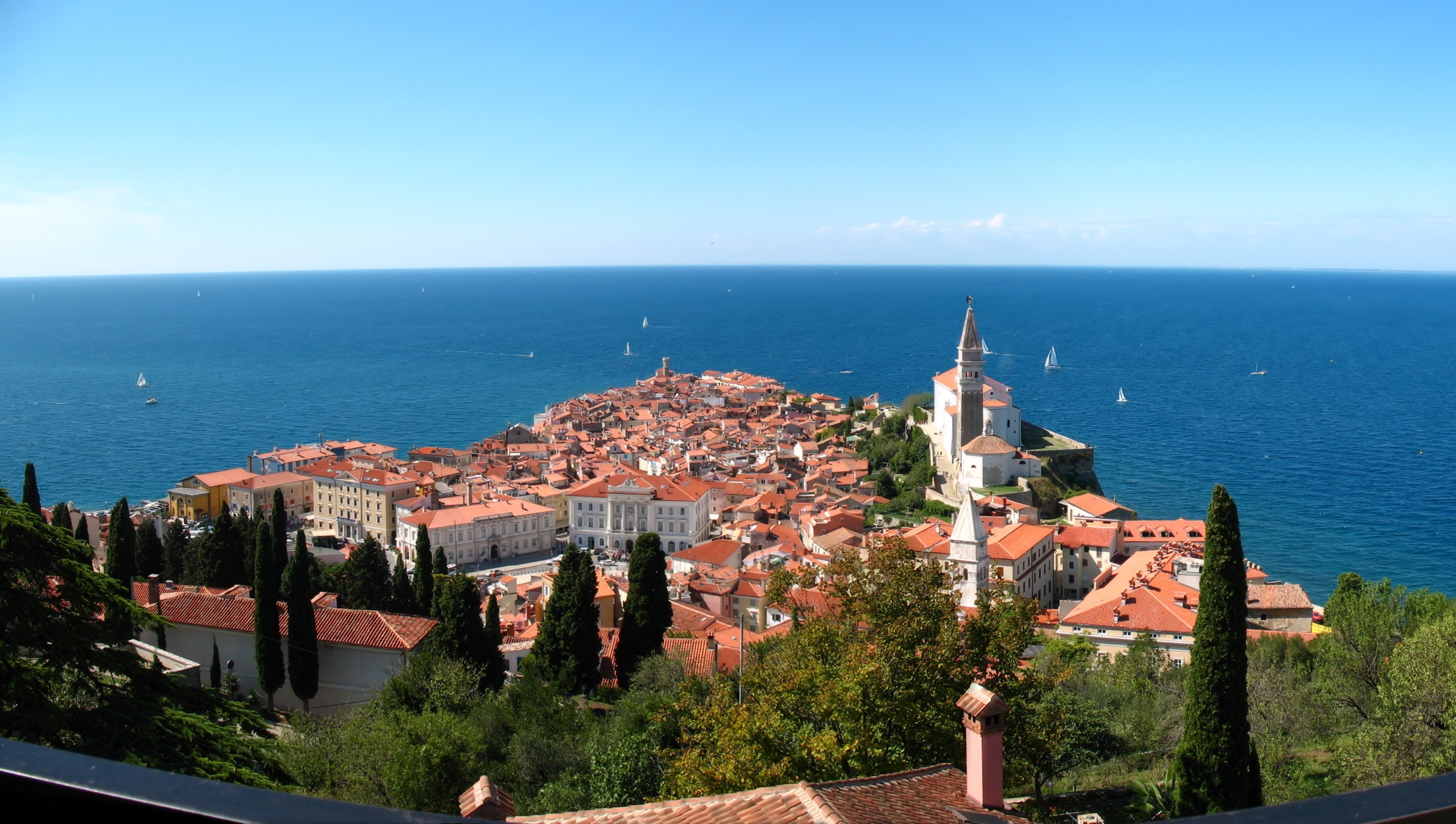
ピランを一望する、 スロベニア
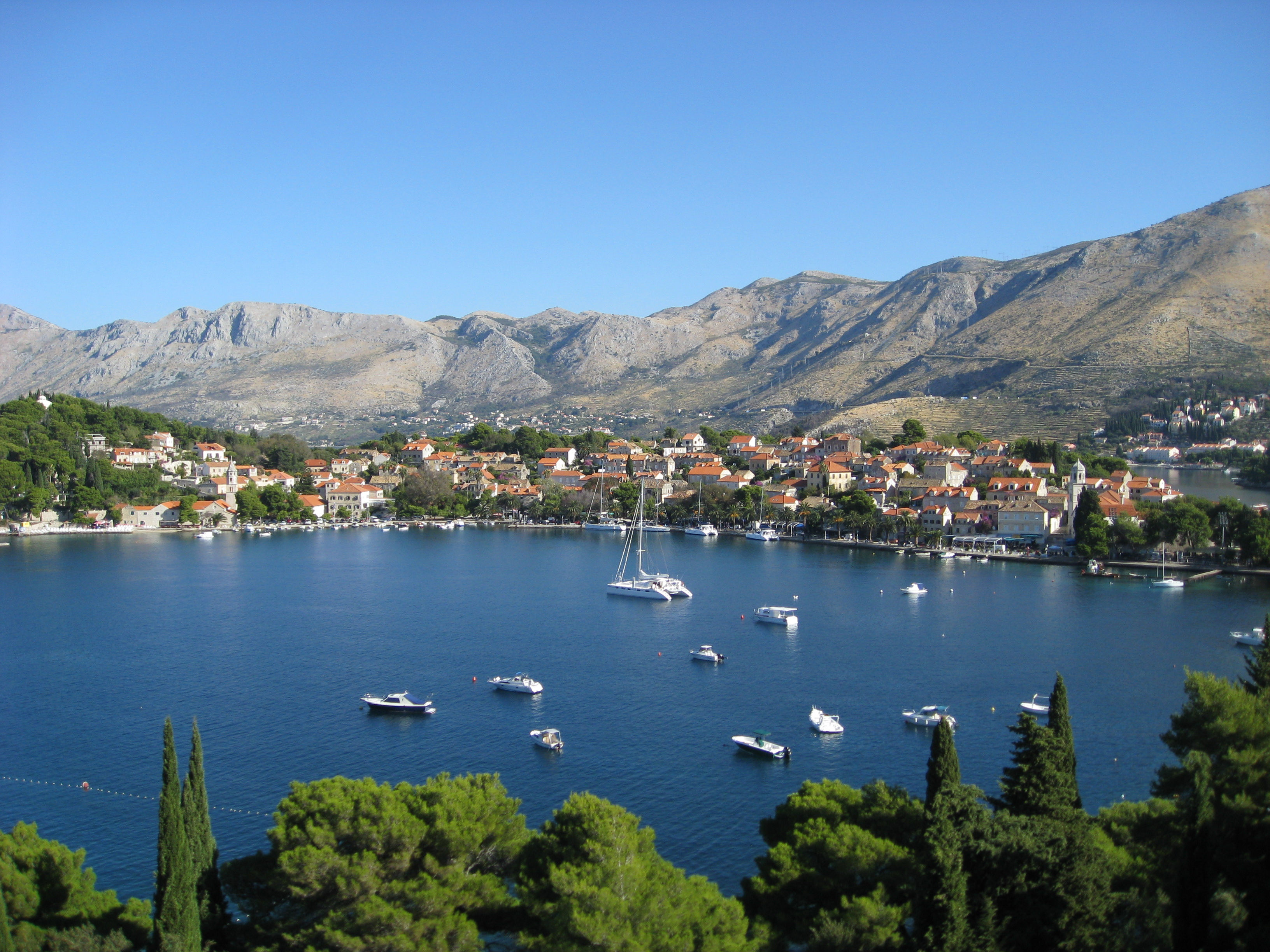
ツァヴタットの眺め、 クロアチア
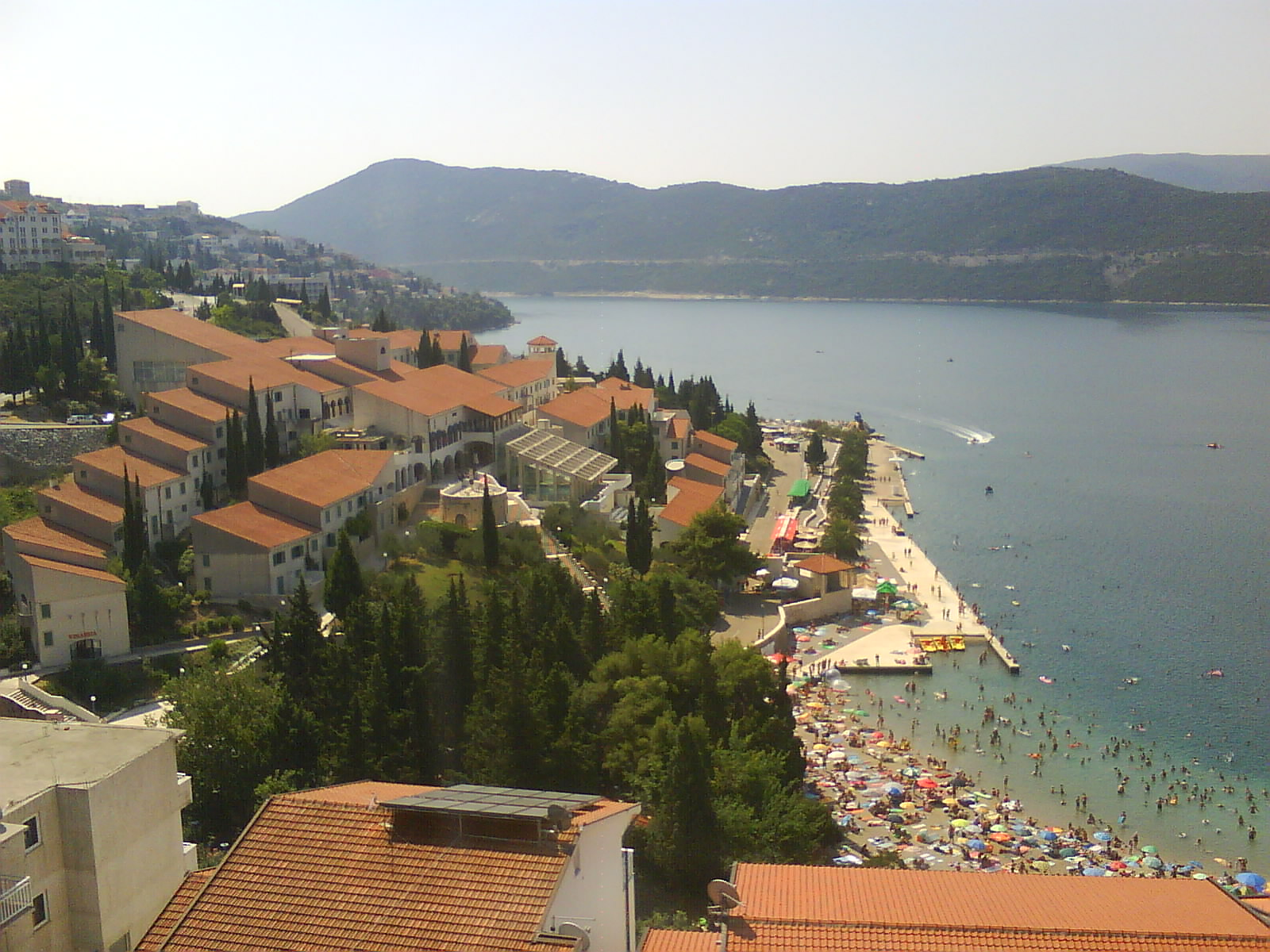
ネウムの風景、 ボスニア・ヘルツェゴビナ
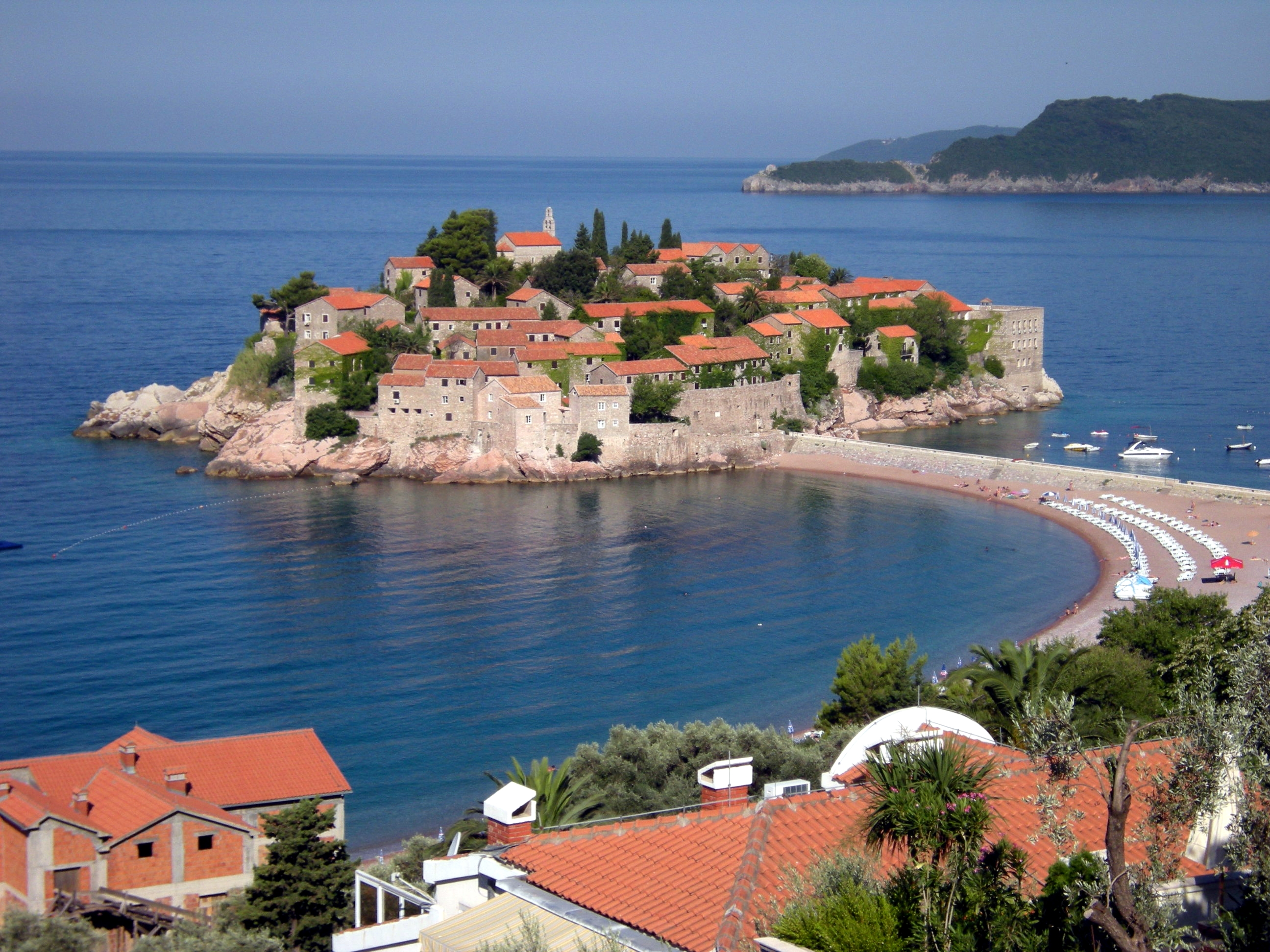
スヴェティ・ステファンの風景、 モンテネグロ
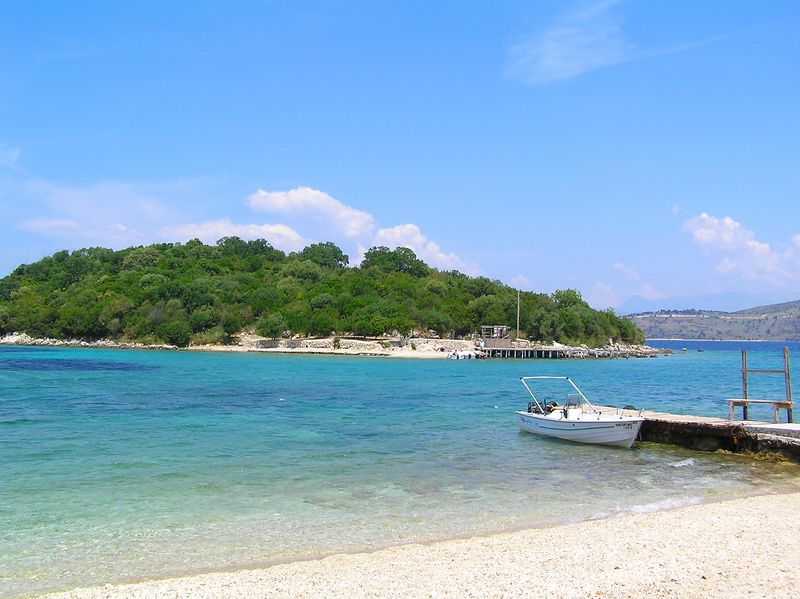
Ksamil諸島のビーチ、  アルバニア
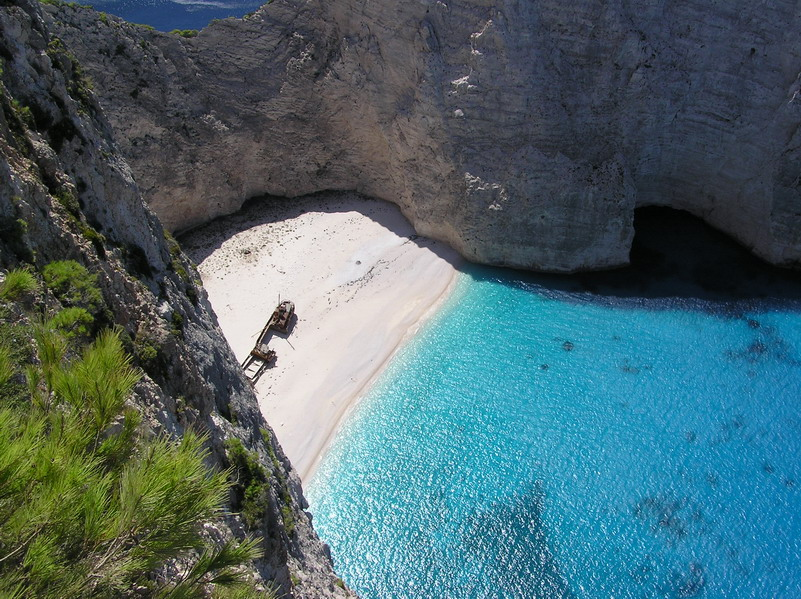
ナヴァイオ海岸、 ギリシャ
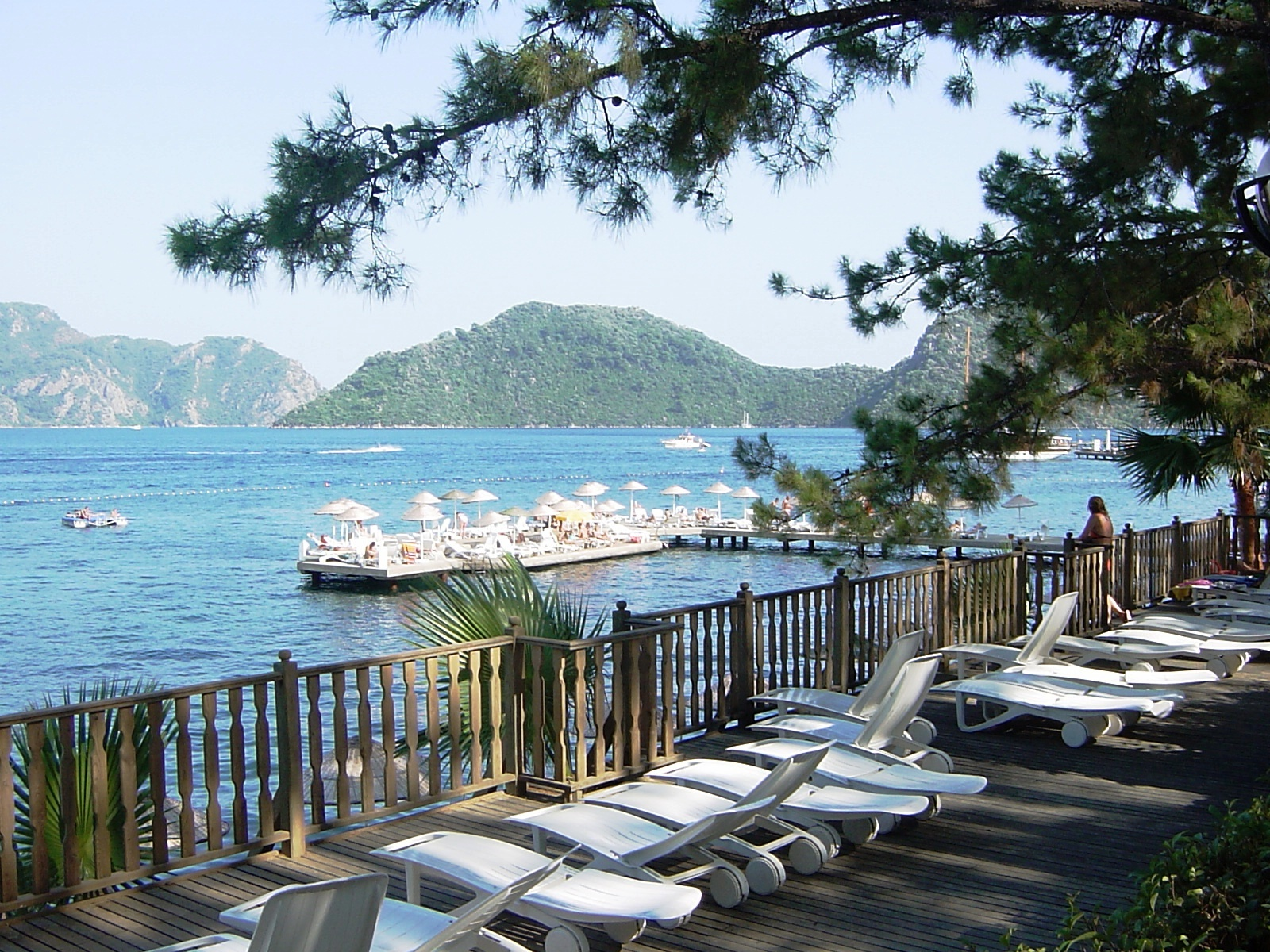
マルマリス、トルコ・リヴィエラ海岸、 トルコ
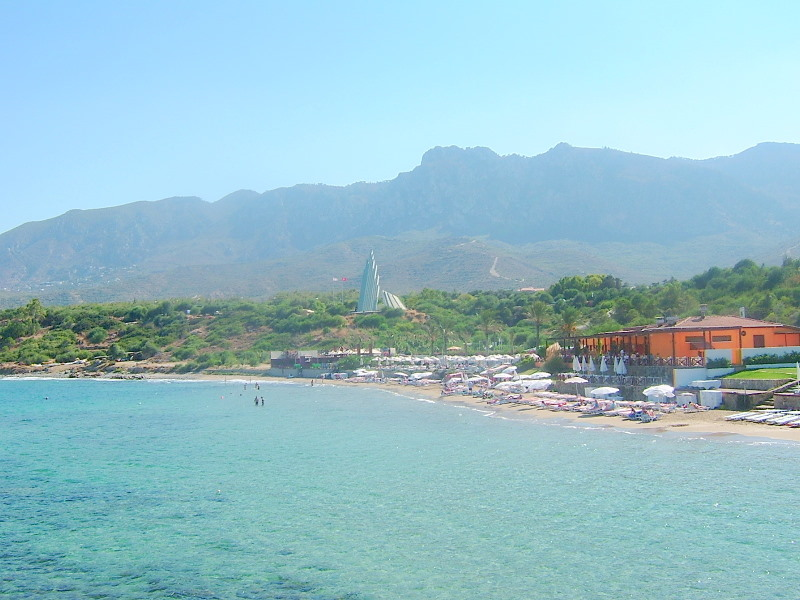
キレニアの海岸、 北キプロス ( キプロスと係争中)
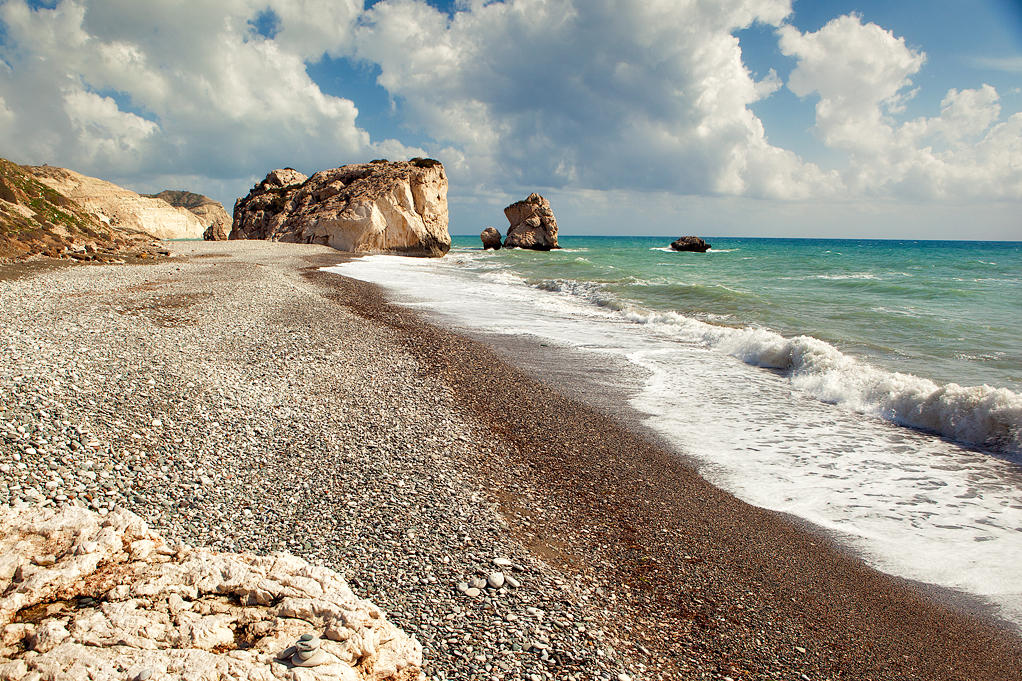
パフォス、 キプロス
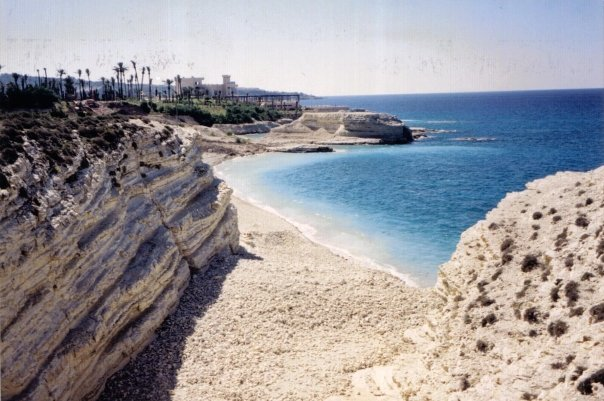
Burj Islam海岸、ラタキア、 シリア
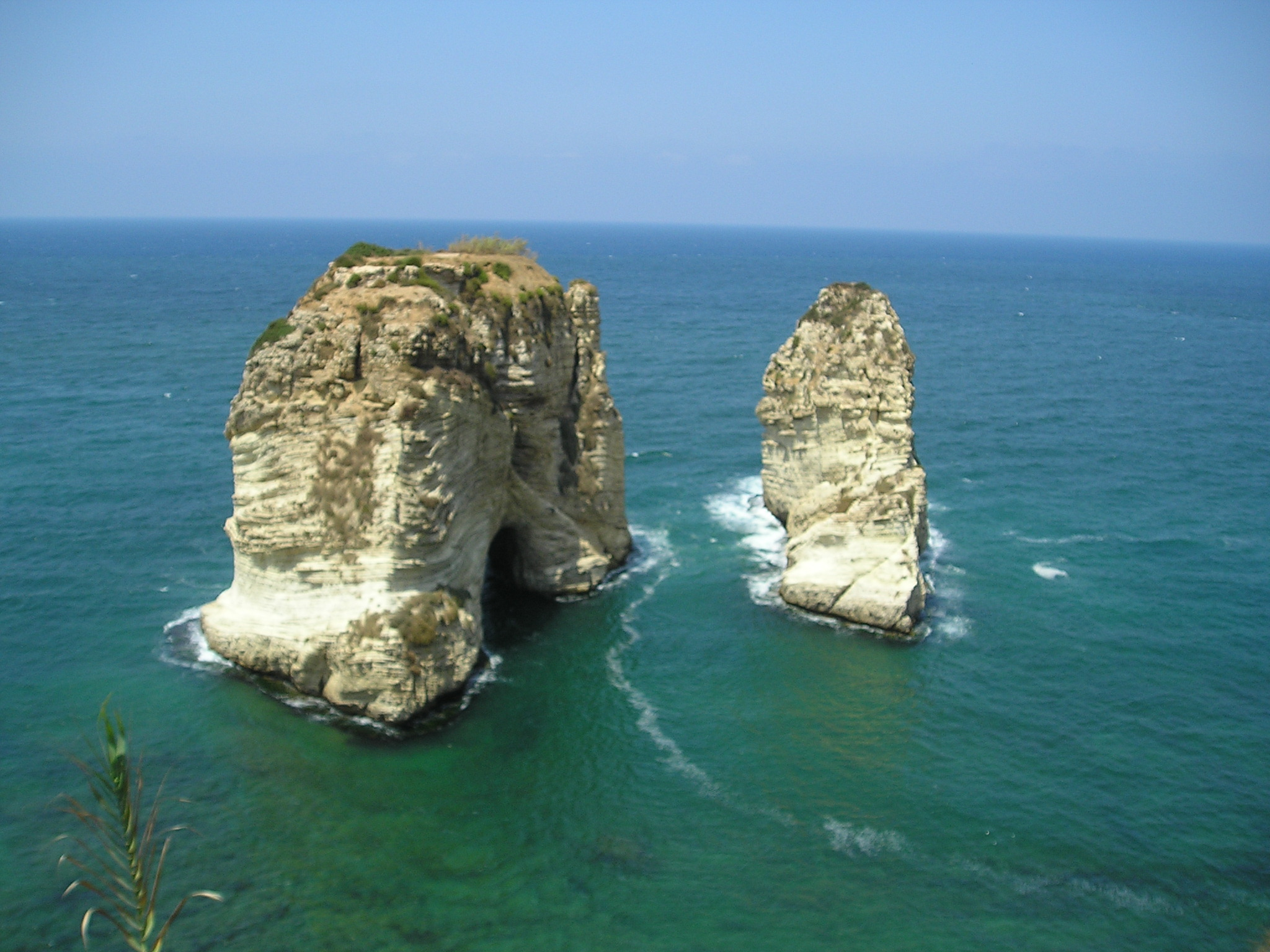
ベイルート海岸のRaouchéの眺め、 レバノン
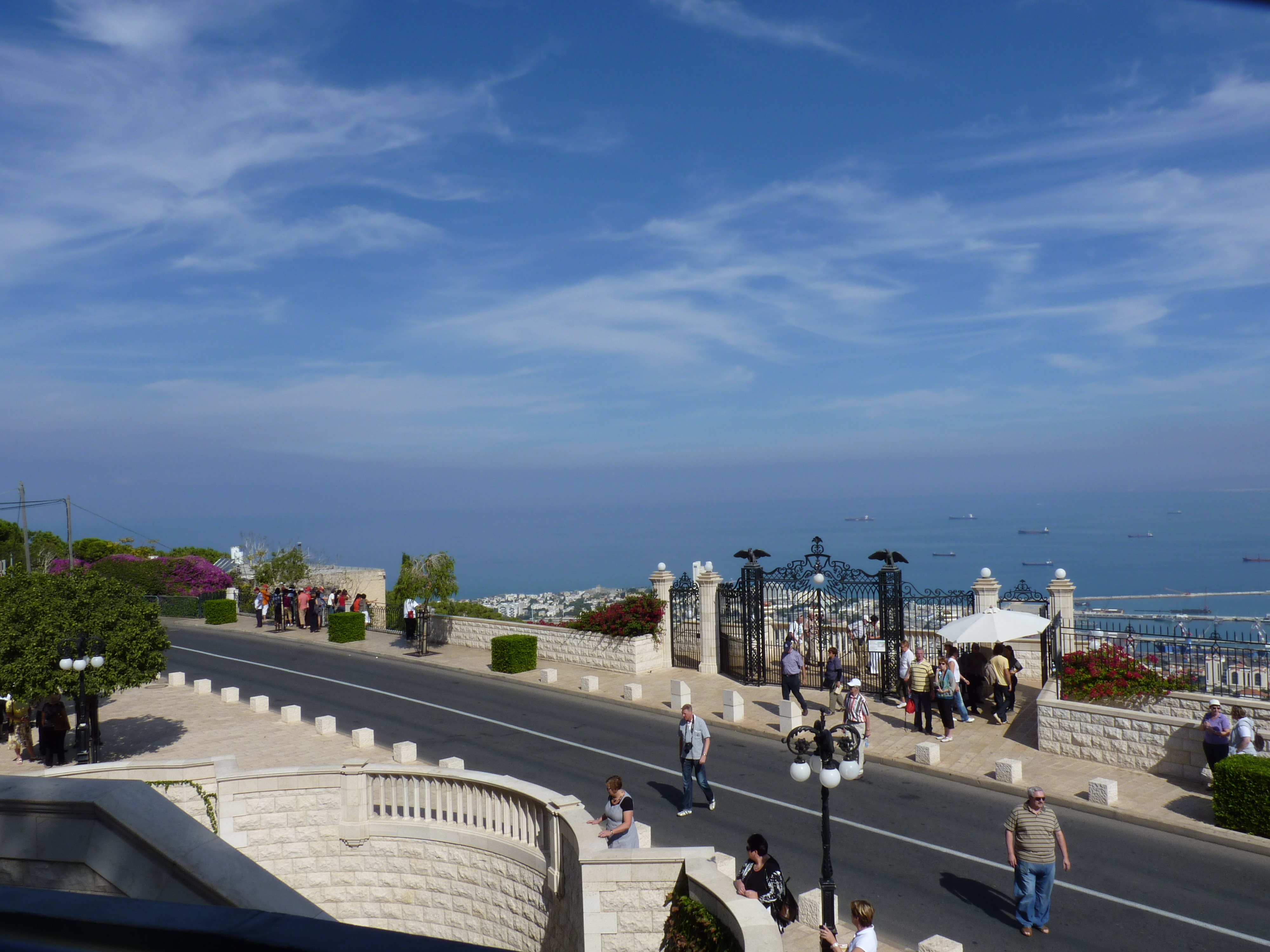
ハイファの街から、 イスラエル
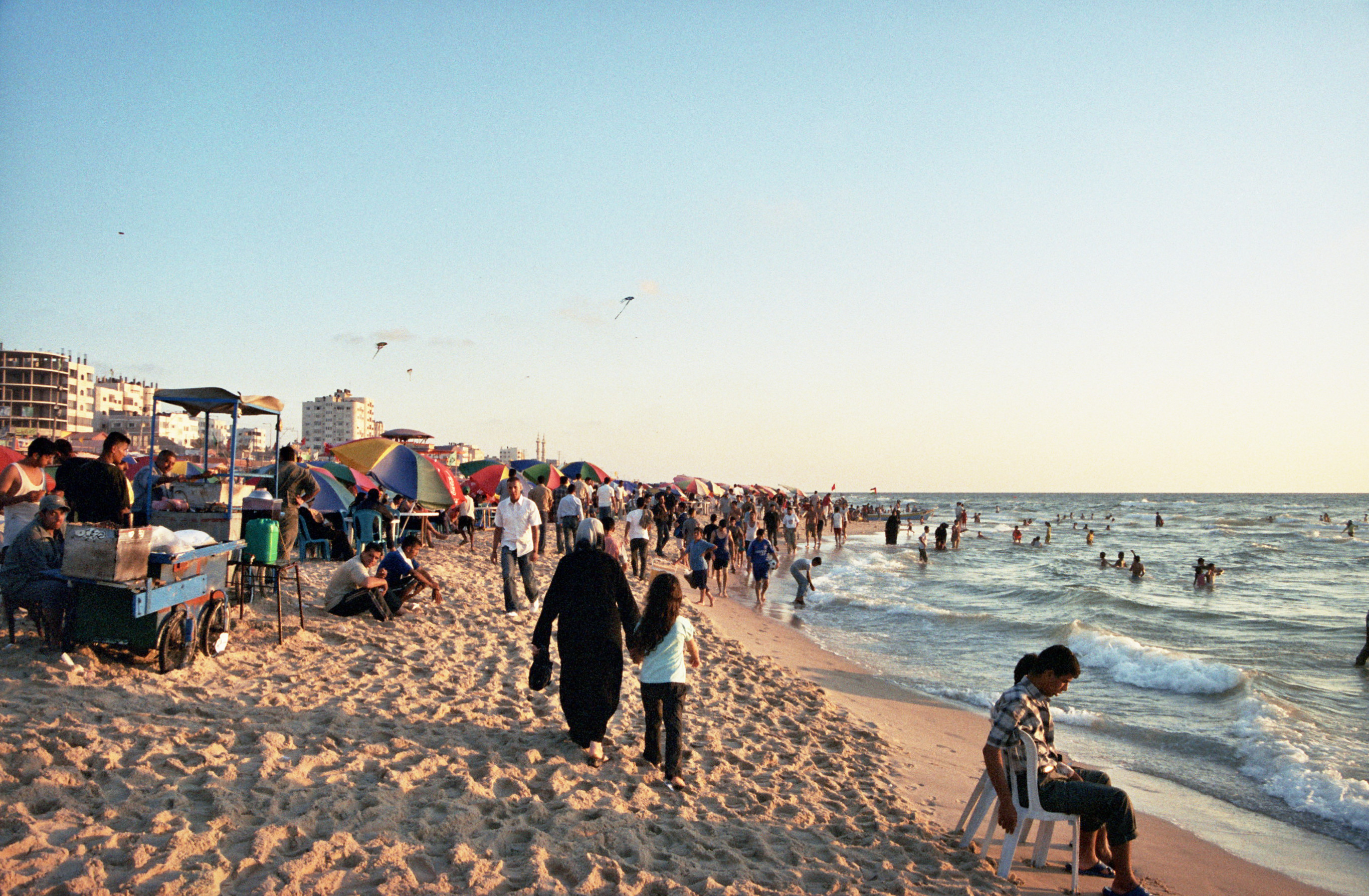
ガザ地区のビーチ パレスチナ
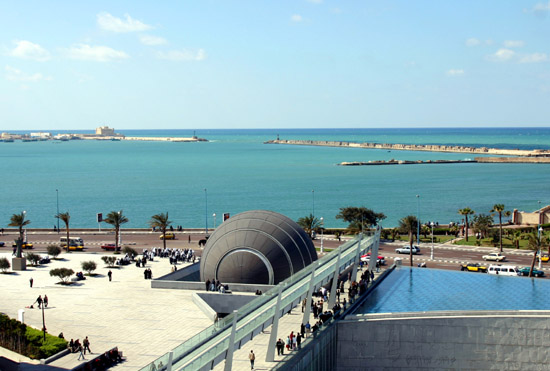
新アレクサンドリア図書館から見たアレクサンドリアの海岸、 エジプト
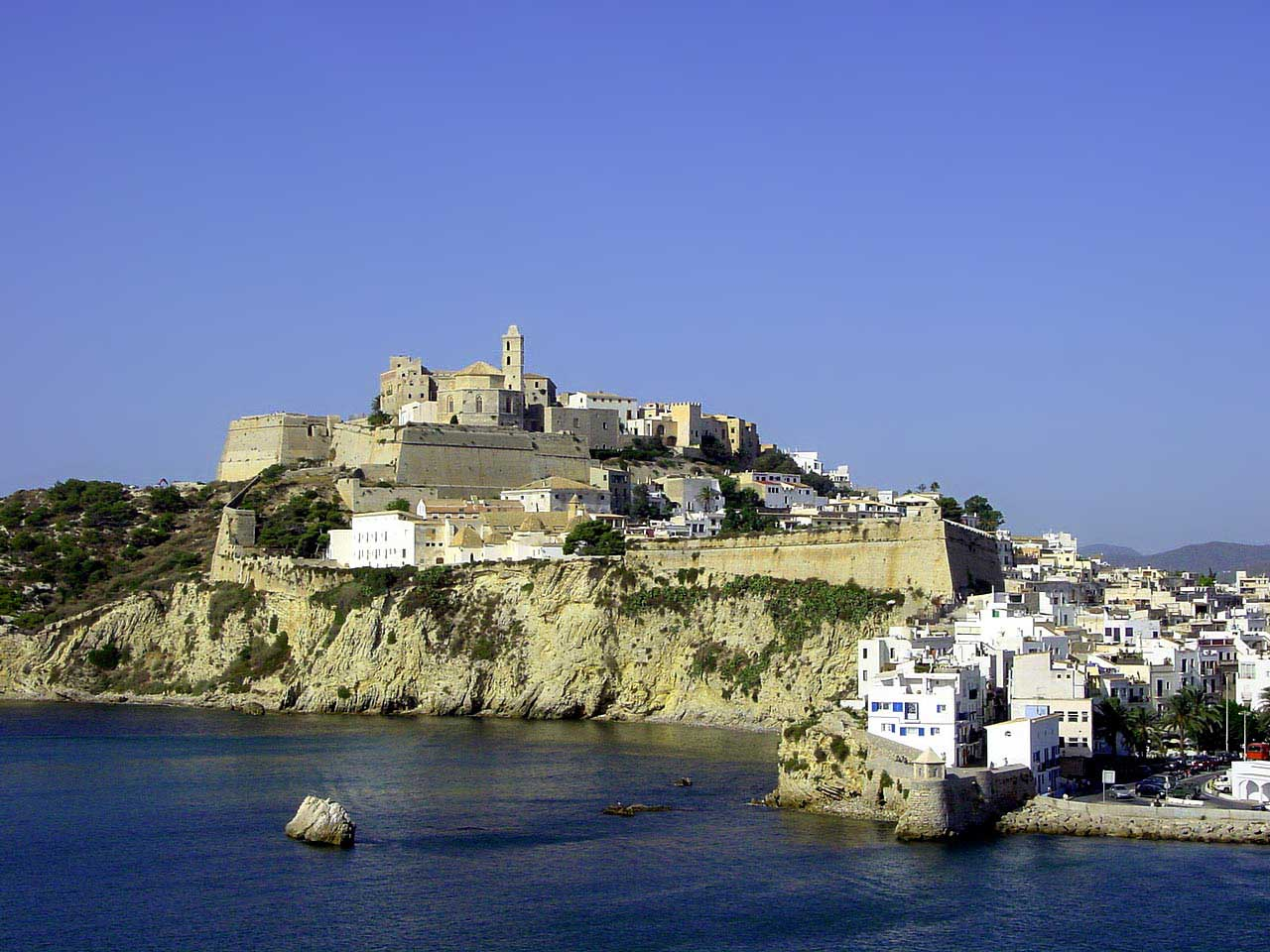
エイビッサの旧市街、 スペイン
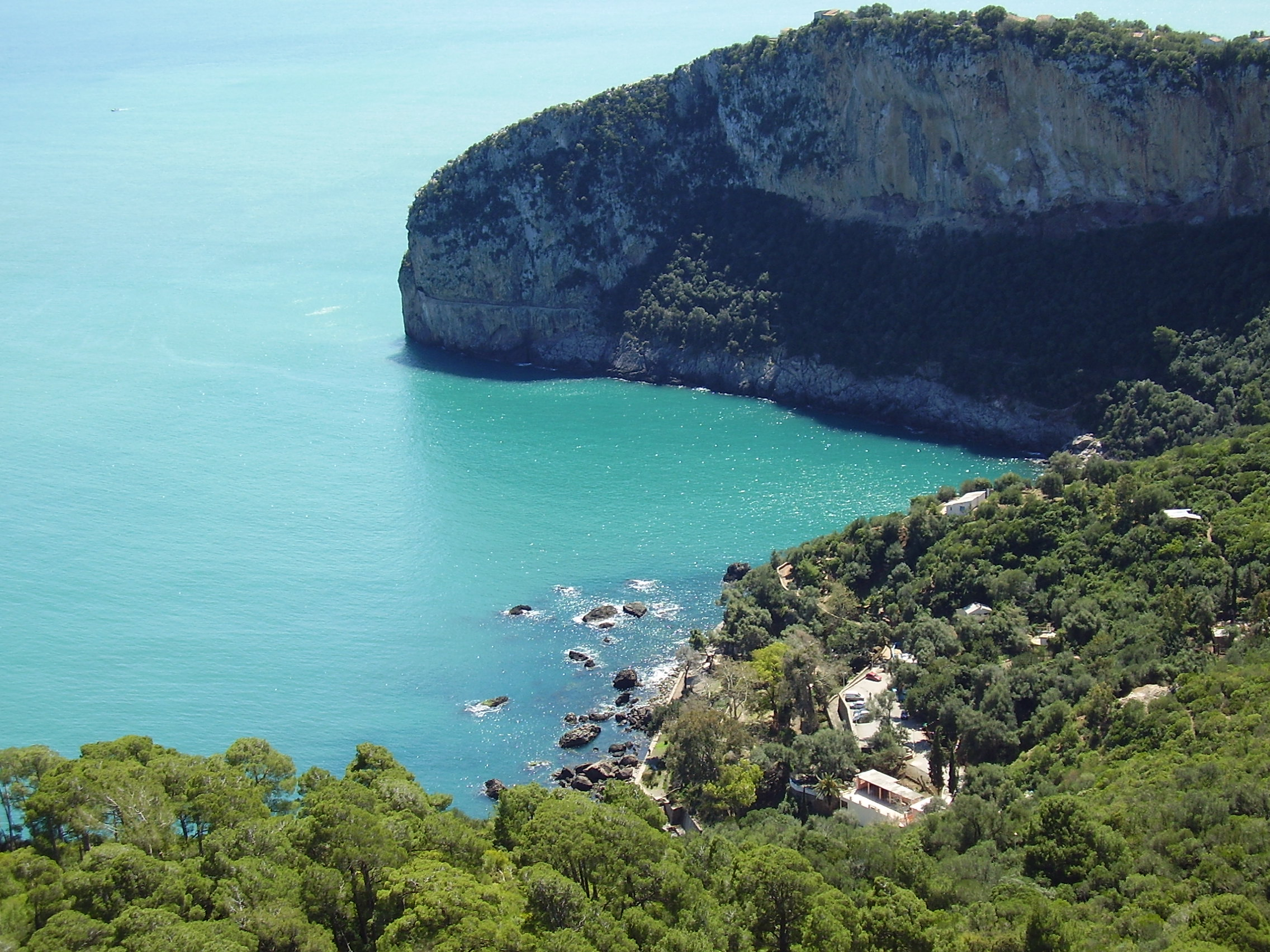
ベジャイアの付近にあるLes Aiguades、 アルジェリア
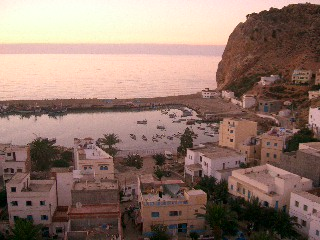
モロッコの港町、El Jebha
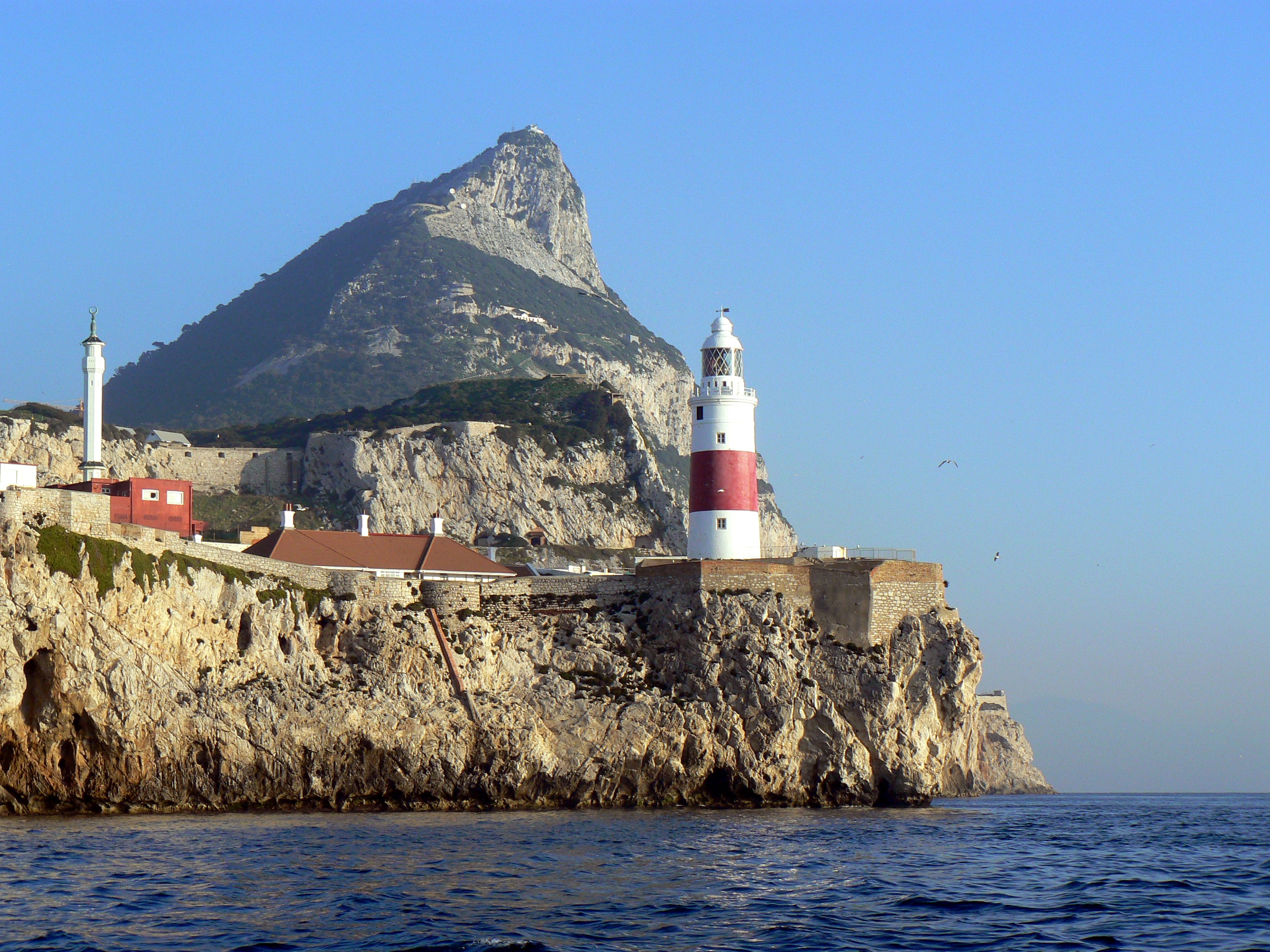
エウローパ岬、 ジブラルタル